# Nitruro di zinco
Il nitruro di zinco è un composto inorganico di zinco e azoto con formula Zn3N2, solitamente ottenuto sotto forma di cristalli grigio-blu. È un semiconduttore e in forma pura ha la struttura anti-bixbyite.

## Proprietà chimiche
Il nitruro di zinco può essere ottenuto per decomposizione termica della zincammide (zinco diammina) in ambiente anaerobico, a temperature superiori a 200 °C. Il sottoprodotto della reazione è l'ammoniaca:
{\displaystyle {\ce {3Zn(NH2)2 -> Zn3N2 \ + \ 4NH3}}}
Si può formare anche riscaldando lo zinco a 600 °C in corrente di ammoniaca; il sottoprodotto è il gas idrogeno:
{\displaystyle {\ce {3Zn \ + \ 2NH3 -> Zn3N2 \ + \ 3H2}}}
La decomposizione del nitruro di zinco negli elementi alla stessa temperatura è una reazione concorrente; a 700 °C il nitruro di zinco si decompone. È stato realizzato anche producendo una scarica elettrica tra elettrodi di zinco in atmosfera di azoto. Film sottili sono stati prodotti mediante deposizione chimica da vapore di bis(bis(trimetilsilil)ammido]zinco con gas di ammoniaca su silice o allumina rivestita di ossido di zinco a una temperatura compresa tra 275 e 410 °C.
Il nitruro di zinco reagisce violentemente con l'acqua per formare ammoniaca e ossido di zinco:
{\displaystyle {\ce {Zn3N2 \ + \ 3H2O -> 3ZnO \ + \ 2NH3}}}
Il nitruro di zinco reagisce con il litio (prodotto in una cella elettrochimica) per inserimento. La reazione iniziale è la conversione irreversibile in LiZn in una matrice di beta-Li3N. Questi prodotti possono quindi essere convertiti in modo reversibile ed elettrochimico in LiZnN e Zn metallico.

## Struttura cristallina
La struttura cristallina è antiisomorfa con triossido di dimanganese (bixbyite). Il calore di formazione è circa 24 chilocalorie (100 kJ) per mol. È un semiconduttore con una banda proibita di circa 3,2 eV. Tuttavia, un sottile film di nitruro di zinco preparato mediante elettrolisi di una miscela di sali fusi contenente nitruro di litio (Li3N) con un elettrodo di zinco ha mostrato una banda proibita di 1,01 eV.
Il nitruro di zinco possiede struttura cubica con gruppo spaziale Ia3 (gruppo n° 206).